# Hồ Noong
Hồ Noong nằm trên dãy núi Tây Côn Lĩnh, là một hồ nước tự nhiên, ôm gọn lấy chân ngọn núi Noong xanh ngắt, cao vời. Hồ thuộc địa phận xã Phú Linh, huyện Vị Xuyên và cách trung tâm thành phố Hà Giang 23 km. Hồ Noong ngoài phong cảnh thơ mộng, xung quanh còn có sự quần cư của các dân tộc thiểu số như Tày, H'mong, Dao với văn hóa phong phú.

## Địa lý
Hồ tọa lạc trên dãy núi Tây Côn Lĩnh thuộc địa phận xã Phú Linh, Vị Xuyên, Hà Giang thuộc Đông Bắc Việt Nam. Hồ được khai tạo từ thuở sơ khai, có diện tích mặt nước hơn 20ha (vào mùa cạn), khoảng 80ha (vào mùa mưa), bao quanh là những dãy núi đá, núi đất và rừng nguyên sinh bao trùm rộng tới trên 700ha.
Người dân bản Noong 1, Noong 2 (xã Phú Linh) luôn ví hồ Noong như "mắt rừng" bởi giữa tứ bề là núi rừng, hồ Noong phẳng lặng, lấp lánh ánh bạc dưới ánh trăng hay ánh nắng mặt trời.
Nguồn nước cung cấp cho Hồ Noong là những khe nước ngầm trong hang đá từ hai dãy núi của cánh rừng nguyên sinh nơi Hồ Noong uốn mình tựa vào vách núi, ngoài ra còn có ba hang nước ngầm nối với dòng sông Lô. Chính vì vậy mỗi khi nước dâng vào mùa mưa có những đàn cá ngược dòng sông Lô bơi theo dòng nước tràn lên vào trú ngự với Hồ Noong.

## Thủy sản
Cá sinh sống ở Hồ Noong bao gồm rất nhiều loài, có cả cá da trơn và các loài cá chỉ có nơi đây mới có. Các loài cá ở đây sinh trưởng và phát triển một cách tự nhiên với nhiều loài sống đông đúc tạo thành một quần thể sinh động gồm: cá chép, cá diếc, cá nheo, cá trê, cá đắng. Riêng đối với loài cá Đắng có thể nói không đâu có, loài này sinh sống chỉ duy nhất ở Hồ Noong. Cá đắng thường sống thành từng đàn và xuất hiện từ tháng 4 đến tháng 11 hàng năm là lúc phát triển nhất của loài cá này. Thức ăn chủ yếu của loài cá đắng là rong, rêu các loại thực vật sống dưới lòng hồ, và loại lá cây mà loài cá này thích ăn nhất là lá Bồ hòn (tiếng địa phương gọi là Bầư mạy ẳn).

## Du lịch
Cách phố núi Hà Giang 23 km, đến hồ Noong, du khách có cảm giác như đang lạc vào một thế giới cổ tích. Ban mai sương giăng quyện nắng toả ánh vàng khắp mặt hồ. Hoàng hôn buông xuống, nắng xiên qua đỉnh rừng, bảng lảng lẩn sau làn sương núi trắng mờ. Những lúc đó, mọi ưu phiền dường như tan biến, lòng người buông theo vệt nắng chạy trên mặt hồ.
Hồ Noong có hai mùa, tạo cho du khách có hai cảm giác khác biệt. Vào mùa mưa, nước hồ lên cao, du khách có thể lang thang cùng dân bản trên thuyền độc mộc hay bè mảng lênh đênh khắp lòng hồ. Vào mùa khô, khi nước cạn, dân bản địa quây vuông thả vịt, ngan, mặt hồ nước trong vắt, lung linh bóng những gốc cây già trụi lá, những chòi nổi lẻ loi hay một bóng ghe nhỏ nằm gác mái.